# نینگاو
نینگاو (به لاتین: Ningguo) یک county-level city در جمهوری خلق چین است که در شوانچنگ واقع شده‌است.